# Josephine Erkens
Josephine Erkens (* 20. Juli 1889 in Düsseldorf; † 6. Mai 1974) leitete die 1927 unter ihrer Ägide gegründete Weibliche Kriminalpolizei (WKP) in Hamburg. Arbeitsschwerpunkt der WKP war die Betreuung sittlich gefährdeter Frauen. Die Weibliche Kriminalpolizei hatte ihren Sitz im Stadthaus.

## Leben
Erkens berufliche Laufbahn begann 1915 in Düsseldorf. Es folgten in den 1920er Jahren Tätigkeiten in Köln und Frankfurt am Main. Beendet wurde Josephine Erkens Berufsweg Anfang der 1930er Jahre in Hamburg durch einen Eklat, in dessen Mittelpunkt sie und zwei Polizistinnen standen.

### Düsseldorf
Erste berufliche Erfahrungen sammelte Erkens beim Stahlwerksverband. Bei diesem war sie von 1915 bis 1918 als Buchhalterin beschäftigt.
Zwischen 1918 und 1920 absolvierte sie eine Ausbildung an der Niederrheinischen Frauenakademie. Dieser folgte ein Praktikum beim Düsseldorfer Pflegeamt.

### Köln
Im Jahr 1921 wurde Erkens Polizeifürsorgerin in Köln. 1924 übernahm sie die Leitung der Kölner Frauenwohlfahrt.

### Frankfurt am Main
1925 wechselte Erkens nach Frankfurt. 1926 legte sie dort die Kriminalkommissarprüfung ab. Im Weiteren übernahm sie die Leitung der Frankfurter Frauen-Wohlfahrtspolizei.

### Hamburg
Zum Aufbau der Weiblichen Kriminalpolizei kam Erkens 1927 nach Hamburg. Im selben Jahr wurde sie zur Oberinspektorin befördert. Begleitet wurde Josephine Erkens von zwei Kolleginnen aus Köln, Therese Dopfer und Maria Fischer, die ebenfalls ihren Dienst in Hamburg antraten. 1928 erfolgte Erkens Beförderung zur Regierungsrätin. Anfang der 1930er Jahre endete Josephine Erkens berufliche Karriere in Hamburg:
Im Jahr 1931 nahmen sich Erkens Kolleginnen Dopfer und Fischer vermutlich gemeinsam das Leben. Ihr vermeintlicher Suizid machte Schlagzeilen. Angenommen wurde, dass eine unglückliche Liebe den Hintergrund bildete, in deren Mittelpunkt Josephine Erkens gestanden haben soll. Aufgeklärt wurde der Fall nicht. Erkens ist in der Folge für den Tod der beiden Frauen öffentlich verantwortlich gemacht worden. Anfang 1932 erfolgte ihre unehrenhafte Entlassung aus dem Dienst mit fortlaufenden Bezügen. 1933 wurden diese gestrichen. Erkens zog zurück nach Düsseldorf. Die von ihr in Hamburg aufgebaute Weibliche Kriminalpolizei wurde geschlossen.
1951 strengte Josephine Erkens eine Wiedergutmachung an. Es kam zu einem Vergleich mit der Stadt Hamburg.